# Coccodiella miconiae
Coccodiella miconiae är en svampart som först beskrevs av Duby, och fick sitt nu gällande namn av I. Hino & Katum. 1968. Coccodiella miconiae ingår i släktet Coccodiella och familjen Phyllachoraceae.   Inga underarter finns listade i Catalogue of Life.